# 大公欧洲资信评估
大公欧洲资信评估有限公司 (大公欧洲，Dagong Europe Credit Rating) 是第一个拥有中国股东，经欧洲証券及市場管理局批准于2013年6月成立的欧盟信用评级机构,於2012年3月在意大利米兰成立总部 。大公欧洲致力於提供金融市场独立、客观、公正、透明、及时以及前瞻的信用分析意见。
大公欧洲为金融机构(包括保险公司)以及工商企业提供信用分析意见, 於2013年12月份发表首份机构评级报告 。

## 信用评级
大公欧洲采取两套信用评级量表:
- 长期信用评级量表: 付款期限超过12个月的发行人（债券）；
- 短期信用评级量表: 付款期限不足12个月的发行人（债券）。在某些情况下，由于债券的特点或者对其造成影响的监管或国家因素，这个期限可以延长。

## 长期信用评级
大公欧洲长期信用评级共包含十个级别，自 ‘AAA’级 – 代表最高的信用程度，到 ‘D’级  –  债务违约。依据对发行人偿付其债务能力的评估，亦即违约风险的高低依序决定级别。
各个级别 (除了 ‘AAA’ 级和 ‘CCC’ 级以下的级别之外) 之下可再细分三个子级别，更精确地指出发行人(或其债务) 的信用风险。子等级则用(+) 和(-) 两个符号来表示 – (+)号代表该主要信用评级级别内的最高位置，(-)号表示该主要信用评级级别内的最低位置; 若没有任何+/-号则表示该信用评级处在主要信用评级级别内的中央位置，介於最佳(+)与最差(-)之间。
- AAA : 信用程度最高
- AA : 信用程度极高
- A : 信用程度高
- BBB : 信用程度中等
- BB : 投机信用程度
- B : 高度投机信用程度
- CCC : 信用风险高
- CC : 信用风险极高
- C : 信用风险最高
- D : 违约

## 短期信用评级
大公欧洲的短期信用评级包括六个级别，从‘A-1’级（表示偿还短期债务的最高财务能力）到‘D’级（反映实际存在违约情况）。每个评级级别都包括对实体偿债能力的不同期望值，并考虑某些微观经济条件。
- A-1 : 发行人拥有优秀的短期财务实力
- A-2 : 发行人有很强的短期财务能力
- A-3 : 发行人有足够能力支付其短期债务
- B : 发行人偿还短期债务的能力尚可接受
- C : 支付短期债务的能力受到质疑，可能出现违约
- D : 违约